# Julefrokosten (film fra 1976)
 For alternative betydninger, se Julefrokosten. (Se også artikler, som begynder med Julefrokosten)
Julefrokosten er en dansk komediefilm fra 1976 instrueret og skrevet af Finn Henriksen efter roman af Simon Mikkelstrup.

## Medvirkende
- Jesper Langberg som Karlsen
- Lisbet Dahl som Henny
- Dick Kaysø som Søren
- Preben Kaas som Hans Jensen
- Jørgen Ryg som Peter Petit Petersen
- Judy Gringer som Borgunde
- Poul Thomsen som Borgundes mand
- Kirsten Norholt som Merete
- Torben Jensen som Thorvald
- Bjørn Puggaard-Müller som Alf Simonsen
- Masja Dessau som Jette
- Birgitte Federspiel som Frøken Asmussen
- Tommy Kenter som Marius
- Jessie Rindom som Dame med hund
- Otto Brandenburg som Mand i detentionen
- Miskow Makwarth som Nattevagt
- Finn Henriksen som Taxachauffør
- Jan Hougaard som Taxachauffør
- Torben Zeller som Betjent
- Peter Vincent som Betjent